# Даксбах
Даксбах (нем. Dachsbach) — ярмарочная община в Германии, в земле Бавария.
Подчиняется административному округу Средняя Франкония. Входит в состав района Нойштадт-ан-дер-Айш-Бад-Виндсхайм. Подчиняется управлению Ильфельд. Население составляет 1787 человек (на 31 декабря 2010 года). Занимает площадь 20,58 км². Официальный код — 09 5 75 117.
Община подразделяется на 7 административных единиц.

## Население
По оценке на 31 декабря 2015 года население общины Даксбах составляет 1705 чел. 

| Дата      | 1840 | 1871 | 1900 | 1925 | 1939 | 1950 | 1961 | 1970 | 1987 | 2011 |
| --------- | ---- | ---- | ---- | ---- | ---- | ---- | ---- | ---- | ---- | ---- |
| Население | 1611 | 1493 | 1346 | 1306 | 1219 | 1727 | 1502 | 1477 | 1398 | 1700 |

| Год       | 1960 | 1970 | 1980 | 1990 | 2000 | 2009 | 2010 | 2011 | 2012 | 2013 | 2014 | 2015 |
| --------- | ---- | ---- | ---- | ---- | ---- | ---- | ---- | ---- | ---- | ---- | ---- | ---- |
| Население | 1459 | 1481 | 1416 | 1449 | 1667 | 1783 | 1787 | 1703 | 1714 | 1711 | 1697 | 1705 |